# NGC 1385
NGC 1385 je galaksija u zviježđu Kemijska peć.

## Vanjske poveznice
- SEDS: NGC 1385